# Wiktor Turek
Wiktor Turek (ur. 15 czerwca 1910 w Kolbuszowej, 18 września 1963 w Toronto) – bibliograf i historyk Polonii kanadyjskiej. 

## Życiorys
Studiował na UJK we Lwowie i w Paryżu (dr prawa). W okresie II wojny światowej więziony w ZSRR. Następnie w Armii Andersa. W 1942 roku osiadł w Libanie, od 1950 w Kanadzie. Stypendysta Historical and Scientific Society of Manitoba. Kierownik działu słowiańskiego uniwersytetu w Toronto. Założyciel i kierownik Polskiego Instytutu Badawczego w Kanadzie (The Canadian Polish Research Institute, 1956). Twórca jego biblioteki katalogów i kartotek. Zapoczątkował badania nad Polonia kanadyjską na poziomie akademickim. Współpracownik PSB. Opublikował bibliografię poloników kanadyjskich w "Slavica Canadiana" (1957-1958) i "Polonica Canadiana" (1958).

## Wybrane publikacje
- Le statut personnel des réfugiés, Beyrouth 1948.
- Zmierzch prawa cywilnego, Bejrut 1948.
- Poles among the De Meuron soldiers,  Winnipeg 1954.
- Sir Casimir S. Gzowski : (życie - dzieła - zasługi), ze wstępem Williama J. Rose, Toronto: Kongres Polonii Kanadyjskiej 1957.
- Polonica Canadiana : a bibliographical list of the Canadian Polish imprints 1848-1957, forew. by Robert H. Blackburn, Toronto: Pol. Research Inst. in Canada 1958.
- (redakcja) The Polish past in Canada : contributions to the history of the Poles in Canada and of the Polish-Canadian relations, ed. by Victor Turek; introd. by Watson Kirkconnell, Toronto: Polish Research Institute in Canada 1960.
- The Polish-Language Press in Canada : its history and a bibliographical list, forew. by John W. Holmes, Toronto: Canadian Polish Congress 1962
- Poles in Manitoba, forew. by William J. Rose; ed. and with an introd. by Benedict Heydenkorn, Toronto: Canadian Polish Congress 1967.